# Stars Are Blind
Stars Are Blind ist ein Lied von Paris Hilton, das von Fernando Garibay, Sheppard Solomon und Ralph McCarthy geschrieben und produziert wurde. Das Lied ist ein Pop-Song, dem ein Reggae-Rhythmus unterlegt wurde. Im Juni 2006 wurde Stars Are Blind als erste Single des im Juli erscheinenden Albums ersten Paris-Hilton-Albums Paris veröffentlicht.

## Urheberrechtsklage
Wegen angeblicher Urheberrechtsverletzungen wurde gegen Paris Hiltons ehemalige Plattenfirma im Juni 2007 eine Klage über 370.000 Euro beim Londoner High Court eingereicht. Paris Hilton und ihrer Plattenfirma wurde vorgeworfen, den Song Kingston Town von Kenrick Randolph Patrick (1970), der durch die Reggaegruppe UB40 im Frühjahr 1990 zum Klassiker wurde, rechtswidrig verwendet zu haben; die entsprechenden Musikzitate stellten einen wesentlichen Teil von Stars Are Blind dar.

## Musikvideo
Paris Hilton drehte das Musikvideo zu Stars Are Blind beim Paradise Cove Beach in Malibu, Kalifornien am 24. Mai 2006, für die Regie und Produktion des Videos verpflichtete Paris Hilton Chris Applebaum. Im Video werden viele Bilder von Paris Hilton gezeigt, sie ist halbnackt und trägt nur eine Jeans, dabei kommen sie und ihr Liebhaber sich auf dem Strand näher und berühren sich. Die Weltpremiere des Videos war am 6. Juni 2006 auf MTV.
Für Europa wurde eine zweite Version des Videos aufgenommen. Diese Version hatte am 5. Juli 2006 Europapremiere. Das Video wird auch als „Version 2“, „Black & White Version“ oder als „Clean version“ bezeichnet, da es nicht so viele erotische Szenen hat wie das erste Video.

## Kommerzieller Erfolg

### Chartplatzierungen
Stars Are Blind gelang das höchste Debüt in den amerikanischen Billboard Hot 100 im Jahre 2006 mit Platz 18. Die Single erreichte in zahlreichen Ländern Top-5 Platzierungen.
Anfang Juni 2007 kündigte Warner Brothers den Vertrag mit Paris Hilton angeblich wegen enttäuschender Verkaufszahlen: Das Plattenlabel zeigte sich enttäuscht vom mäßigen Erfolg des 250.000 Dollar teuren Videos und einer weltweiten Werbetour, mit denen Stars Are Blind beworben wurde.
| ChartsChartplatzierungen       | Höchstplatzierung | Wochen |
| ------------------------------ | ----------------- | ------ |
| Deutschland (GfK)              | 7 (12 Wo.)        | 12     |
| Österreich (Ö3)                | 3 (16 Wo.)        | 16     |
| Schweiz (IFPI)                 | 5 (19 Wo.)        | 19     |
| Vereinigte Staaten (Billboard) | 18 (12 Wo.)       | 12     |
| Vereinigtes Königreich (OCC)   | 5 (10 Wo.)        | 10     |

| ChartsJahrescharts (2006) | Platzierung |
| ------------------------- | ----------- |
| Deutschland (GfK)         | 56          |
| Österreich (Ö3)           | 41          |
| Schweiz (IFPI)            | 35          |

### Auszeichnungen für Musikverkäufe
| Land/Region                  | Auszeichnungen für Musikverkäufe (Land/Region, Auszeichnung, Verkäufe) | Verkäufe |
| ---------------------------- | ---------------------------------------------------------------------- | -------- |
| Dänemark (IFPI)              | Gold                                                                   | 4.000    |
| Italien (FIMI)               | —                                                                      | 10.000   |
| Schweden (IFPI)              | Gold                                                                   | 10.000   |
| Vereinigte Staaten (RIAA)    | Gold                                                                   | 559.000  |
| Vereinigtes Königreich (BPI) | —                                                                      | 102.000  |
| Insgesamt                    | 3× Gold ·                                                              | 685.000  |